# Cary (Name)
Cary ist ein englischer männlicher Vorname sowie ein Familienname.

## Namensträger

### Vorname
- Cary Adgate (* 1953), US-amerikanischer Skirennläufer
- Cary Bates (* 1948), US-amerikanischer Comic- und Drehbuchautor
- Cary Brothers (* 1974), US-amerikanischer Sänger
- Cary Elwes (* 1962), britischer Schauspieler, Filmproduzent und Drehbuchautor
- Cary Feldmann (* 1950), US-amerikanischer Speerwerfer
- Cary Joji Fukunaga (* 1977), US-amerikanischer Regisseur, Drehbuchautor, Kameramann und Filmproduzent
- Cary Grant (1904–1986), britisch-amerikanischer Schauspieler
- Cary Travers Grayson (1878–1938), Leibarzt von drei US-Präsidenten und Chairman des Amerikanischen Roten Kreuzes
- Cary Guffey (* 1972), US-amerikanischer Schauspieler
- Cary A. Hardee (1876–1957), US-amerikanischer Politiker, Gouverneur von Florida
- Cary J. Kolat (* 1973), US-amerikanischer Ringer
- Cary Katz (* 1970), US-amerikanischer Unternehmer und Pokerspieler
- Cary Mullen (* 1969), kanadischer Skirennläufer
- Cary Odell (1910–1988), US-amerikanischer Szenenbildner
- Cary Stayner (* 1961), US-amerikanischer Serienmörder
- Cary-Hiroyuki Tagawa (* 1950), russisch-amerikanischer Filmschauspieler und Filmproduzent japanischer Abstammung
- Cary Williams (* 1984), US-amerikanischer Footballspieler

### Familienname
- Alice Cary (1820–1871), US-amerikanische Schriftstellerin
- Alice Dugged Cary (1859–1941), US-amerikanische Pädagogin und Bibliothekarin
- Amelia Cary, Viscountess Falkland (1807–1858), britische Adelige
- Annie Louise Cary (1842–1921), US-amerikanische Sängerin
- Anthony Cary, 5. Viscount Falkland (1656–1694), englischer Politiker und schottischer Adliger
- Caitlin Cary (* 1968), US-amerikanische Musikerin und Songwriterin
- Diana Serra Cary (Baby Peggy; 1918–2020), US-amerikanische Filmschauspielerin
- Dick Cary (1916–1994), US-amerikanischer Jazztrompeter, Pianist und Arrangeur
- Elisabeth Luther Cary (1867–1936), amerikanische Kunstkritikerin
- Elizabeth Cary Agassiz (1822–1907), US-amerikanische Erzieherin
- Elizabeth Cary, Viscountess Falkland (1585 oder 1586–1639), englische Dichterin, Übersetzerin und Historikerin
- Fernand Louis Langle de Cary (1849–1927), französischer General des Ersten Weltkrieges
- Frank Cary (1920–2006), US-amerikanischer Manager
- George Cary (Politiker) (1789–1843), US-amerikanischer Politiker
- George Cary (Architekt) (1859–1945), US-amerikanischer Architekt
- George B. Cary (1811–1850), US-amerikanischer Politiker
- Glover H. Cary (1885–1936), US-amerikanischer Politiker
- Henry Cary, 4. Viscount Falkland (1634–1663), englischer Politiker
- Jeremiah E. Cary (1803–1888), US-amerikanischer Politiker
- John Cary († 1835), englischer Kartograph, Graveur, Globenmacher und Verleger
- Joyce Cary (1888–1957), irisch-britischer Schriftsteller
- Justin Chu Cary (* 1982), US-amerikanischer Schauspieler
- Kate Cary (* 1967), britische Schriftstellerin, Mitglied des Autorenteams Erin Hunter
- Liam Stephen Cary (* 1947), US-amerikanischer katholischer Bischof
- Lucius Cary, 15. Viscount Falkland (* 1935), britischer Politiker und Peer
- Marc Cary (* 1967), US-amerikanischer Jazzpianist und Arrangeur
- Mary Ann Shadd Cary (1823–1893), US-amerikanische Abolitionistin, Journalistin, Lehrerin, Rechtsanwältin, Frauenrechtlerin
- Max Cary (1881–1958), Professor für antike Geschichte an der Universität London

- Otis Cary (Theologe) (1851–1932), US-amerikanischer Missionar, Theologe und Autor
- Otis Cary (Japanologe) (1921–2006), US-amerikanischer Japanologe
- Phoebe Cary (1824–1871), US-amerikanische Lyrikerin
- Samuel Fenton Cary (1814–1900), US-amerikanischer Politiker
- Shepard Cary (1805–1866), US-amerikanischer Politiker
- Tristram Cary (1925–2008), britisch-australischer Komponist
- Virginia Randolph Cary (1786–1852), US-amerikanische Schriftstellerin
- William Cary (Instrumentenbauer) (1759–1825), englischer Instrumentenbauer
- William J. Cary (1865–1934), US-amerikanischer Politiker